# Cladonotus humbertianus
Cladonotus humbertianus är en insektsart som beskrevs av Henri Saussure 1862. Cladonotus humbertianus ingår i släktet Cladonotus och familjen torngräshoppor. Inga underarter finns listade i Catalogue of Life.